# 亚美尼亚联合共产党
亚美尼亚联合共产党（亚美尼亚语：Հայաստանի Միավորված Կոմունիստական Կուսակցության，Hayastani Miatsial Komunistakan Kusaktsutyun）是亚美尼亚的一个共产主义政党。该党成立于2003年7月7日，由亚美尼亚革新共产党、亚美尼亚工人共产党、亚美尼亚工人联盟、亚美尼亚共产主义者联盟和亚美尼亚马克思主义党五党合并而成。它的意识形态是共产主义、马克思列宁主义、温和欧洲怀疑主义。它的领导人是Yuri Manoukian。它的总部位于埃里温。它是苏联共产党 (2001年)的成员。